# Haljala
Haljala (německy Haljall) je městečko v estonském kraji Lääne-Virumaa, samosprávně patřící do obce Haljala, jejímž je administrativním centrem. Městečko leží na silnici z Rakvere do Võsu, 11 km severozápadně od Rakvere, a vzdušnou čarou přibližně 20 km jihozápadně od Kundy.